# Wolfram Brandes

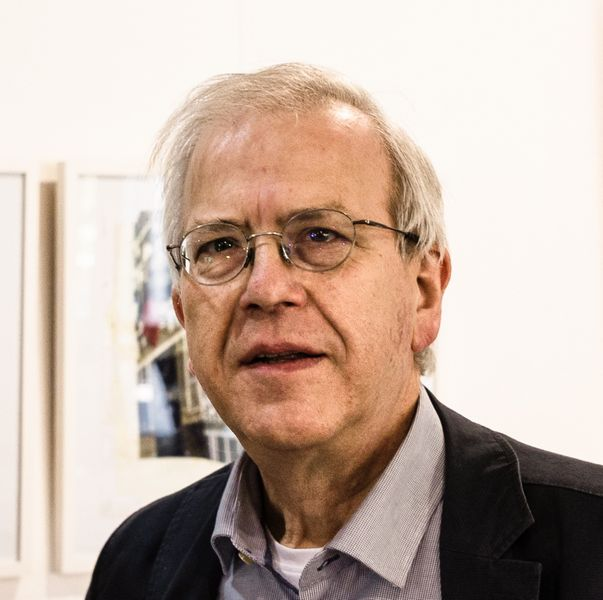
Wolfram Brandes, aufgenommen von Ernst-Dieter Hehl im Jahr 2017

Wolfram Brandes (* 10. September 1954 in Stotternheim) ist ein deutscher Byzantinist.
Brandes studierte 1974 bis 1979 an der Humboldt-Universität zu Berlin mittelalterliche Geschichte und Byzantinistik, um darauf Mitarbeiter in der Abteilung Frühes Byzanz (Leitung Friedhelm Winkelmann) des Zentralinstituts für Alte Geschichte und Archäologie der Akademie der Wissenschaften der DDR in Ostberlin zu werden. 1984 wurde er zum Dr. phil. mit der Dissertation „Die byzantinischen Städte Kleinasiens im 7. und 8. Jh.“ promoviert. In der Friedlichen Revolution engagierte er sich im Unabhängigen Historikerverband, wobei er besonders den Leiter des Zentralinstituts Joachim Herrmann öffentlich angriff. Seit Dezember 1990 war er Mitarbeiter der Forschungsstelle „Edition und Bearbeitung byzantinischer Rechtsquellen“ am Max-Planck-Institut für europäische Rechtsgeschichte. An der Universität zu Köln erhielt er im Januar 2001 die venia legendi für Byzantinistik, im Juni 2002 wurde er an die Universität Frankfurt am Main umhabilitiert, wo er zum außerplanmäßigen Professor ernannt wurde. Seit 2004 ist Brandes Mitherausgeber der Zeitschrift Millennium. Jahrbuch zu Kultur und Geschichte des ersten Jahrtausends n. Chr. und der dazu gehörenden Monographienreihe Millennium-Studien beim Verlag W. de Gruyter.

## Schriften (Auswahl)
- Die Städte Kleinasiens im 7. und 8. Jahrhundert (= Berliner Byzantinistische Arbeiten. Bd. 56). Akademie-Verlag, Berlin 1989, ISBN 3-05-000568-8.
- Finanzverwaltung in Krisenzeiten. Untersuchungen zur byzantinischen Administration im 6.–9. Jahrhundert (= Forschungen zur byzantinischen Rechtsgeschichte. Bd. 25). Löwenklau-Gesellschaft, Frankfurt am Main 2002, ISBN 3-923615-20-5.
- Eine unbekannte Konzilssynopse aus dem Ende des 9. Jahrhunderts. Ediert, übersetzt und kommentiert von Lars M. Hoffmann und Wolfram Brandes (= Forschungen zur byzantinischen Rechtsgeschichte. Bd. 30). Löwenklau-Gesellschaft, Frankfurt am Main 2013, ISBN 978-3-923615-28-5.